# Chiesa di San Matteo Apostolo (Caresana)
La chiesa di San Matteo Apostolo è la parrocchiale di Caresana, in provincia e arcidiocesi di Vercelli; fa parte del vicariato di Trino.

## Storia
La prima citazione di una chiesa a Caresana dedicata all'apostolo Matteo risale al 987; essa è poi nuovamente attestata nel 1298 e nel 1348, quando rispettivamente papa Bonifacio VIII e papa Clemente VI sottoposero a tassazione le chiese dell'arcidiocesi vercellese.
Dell'originario luogo di culto in stile gotico lombardo già nel Cinquecento non rimaneva traccia, giacché era stato sostituito da una nuova chiesa.
La facciata e il tetto, che non era sorretto dalla volta, di questo edificio crollarono il 17 agosto 1743, distrutti da un temporale molto forte. Il cantiere per la ricostruzione ex novo della parrocchiale, a cui parteciparono attivamente anche i fedeli, prese avvio nel 1748; la parrocchiale fu portata a compimento nel 1752, mentre due anni dopo anche il campanile poté dirsi ultimato.
Nel 1961 la chiesa fu oggetto di un importante intervento di rinnovamento e di abbellimento, in occasione del quale si procedette alla posa del nuovo pavimento in marmo e al rifacimento degli impianti audio, termico e di illuminazione.
Negli anni settanta fu condotto l'adeguamento liturgico secondo le usanze postconciliari mediante l'aggiunta di nuovi arredi sacri.

## Descrizione

### Esterno
La facciata a salienti della chiesa, rivolta a occidente, è suddivisa da una cornice marcapiano dentellata in due registri: quello inferiore presenta, iscritti in ampi archi ciechi, i tre portali d'ingresso, dei quali i due laterali sormontati da oculi, mentre l'ordine superiore è caratterizzato da un affresco con soggetto San Matteo e coronato dal timpano di forma triangolare.
Annesso alla parrocchiale è il campanile a base quadrata, alto 36 metri e suddiviso in più registri da cornici; la cella presenta su ogni lato una monofora e quattro lesene ed è coperta dal tetto a quattro falde.

### Interno
L'interno dell'edificio si compone di tre navate, separate da pilastri abbelliti da lesene e sorreggenti degli archi a tutto sesto, sopra i quali corre la cornice modanata e aggettante su cui si impostano le volte a crociera; al termine dell'aula si sviluppa il presbiterio, rialzato di un gradino, ospitante l'altare maggiore e chiuso dall'abside di forma semicircolare, la quale ospita un ambulacro.